# Міська брама

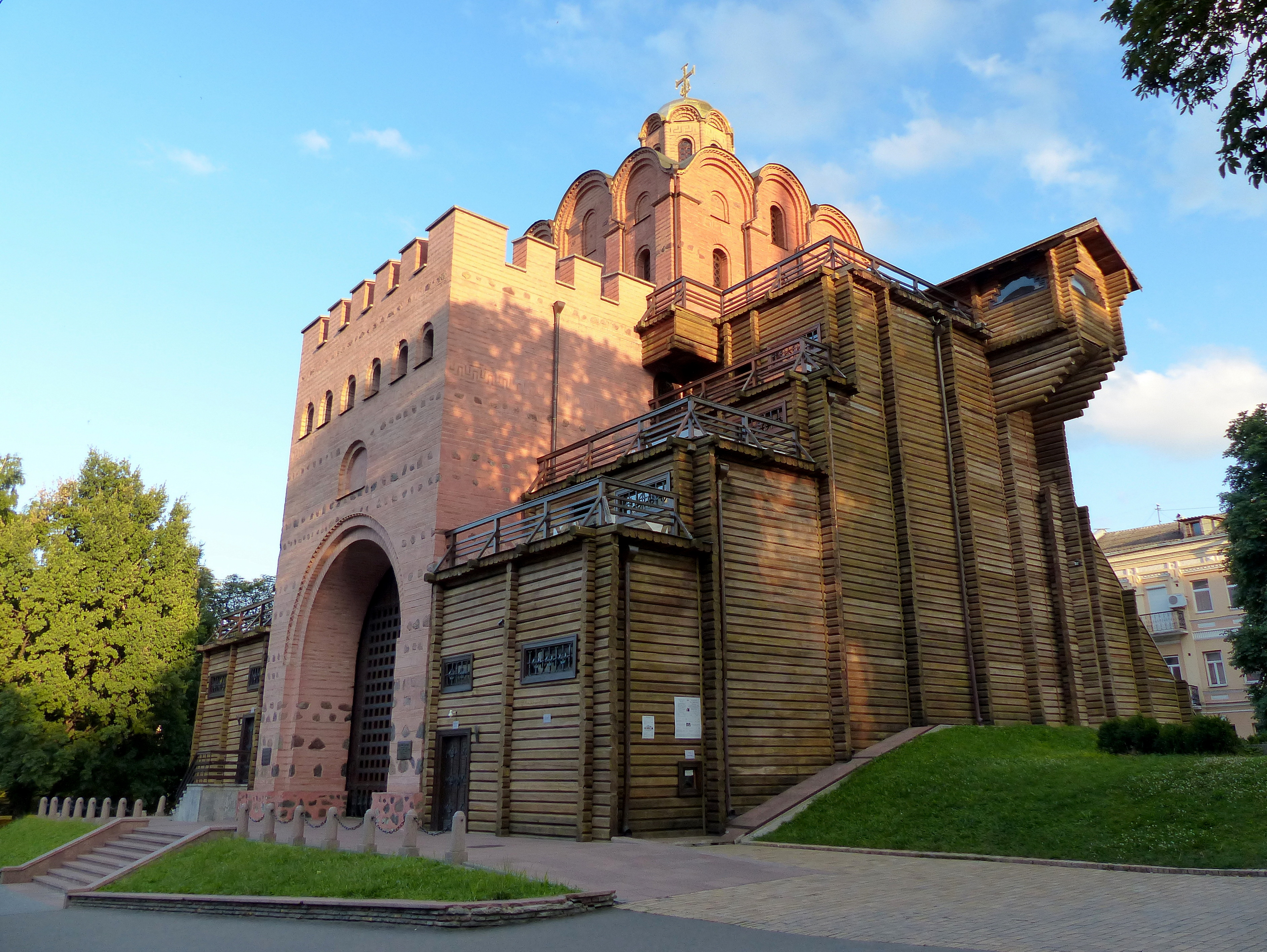
Золоті ворота (Київ)

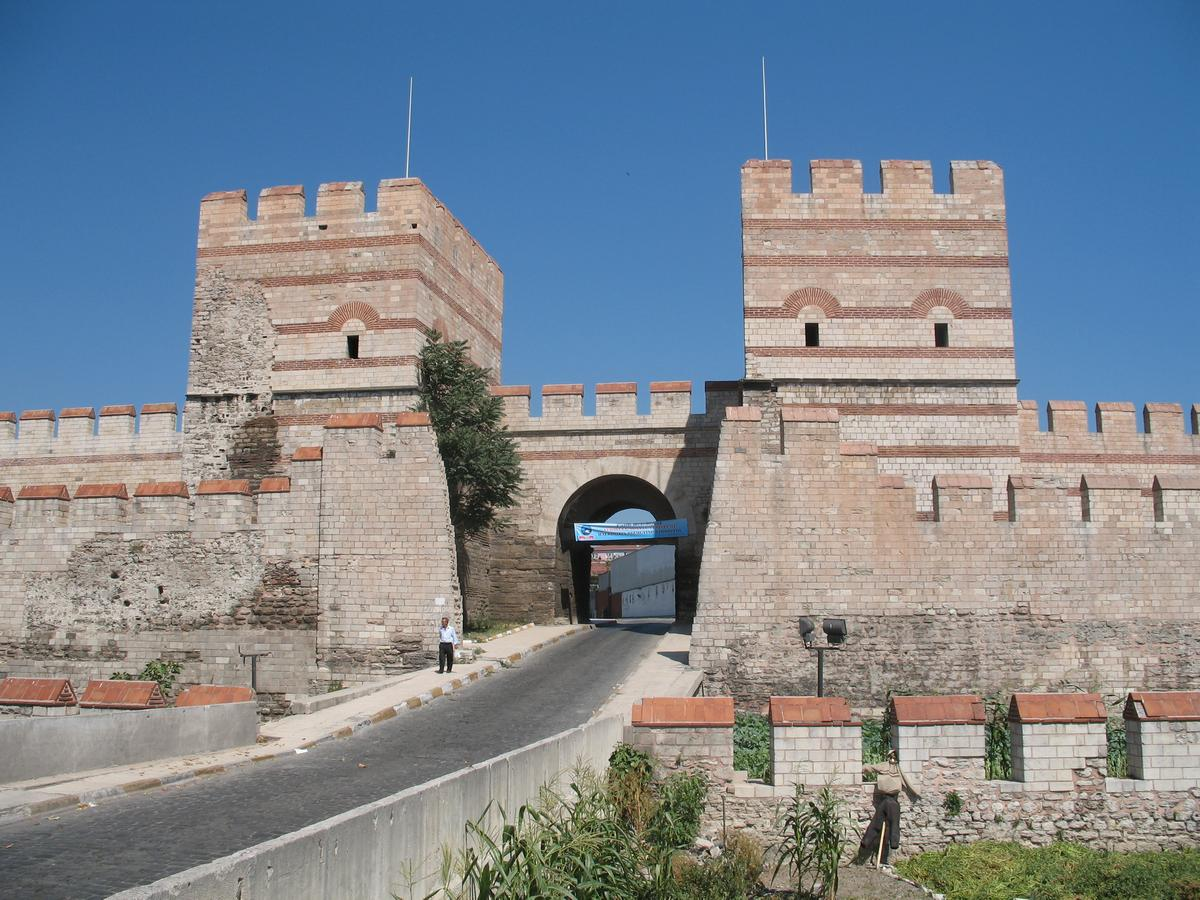
Феодосійські ворота в Стамбулі

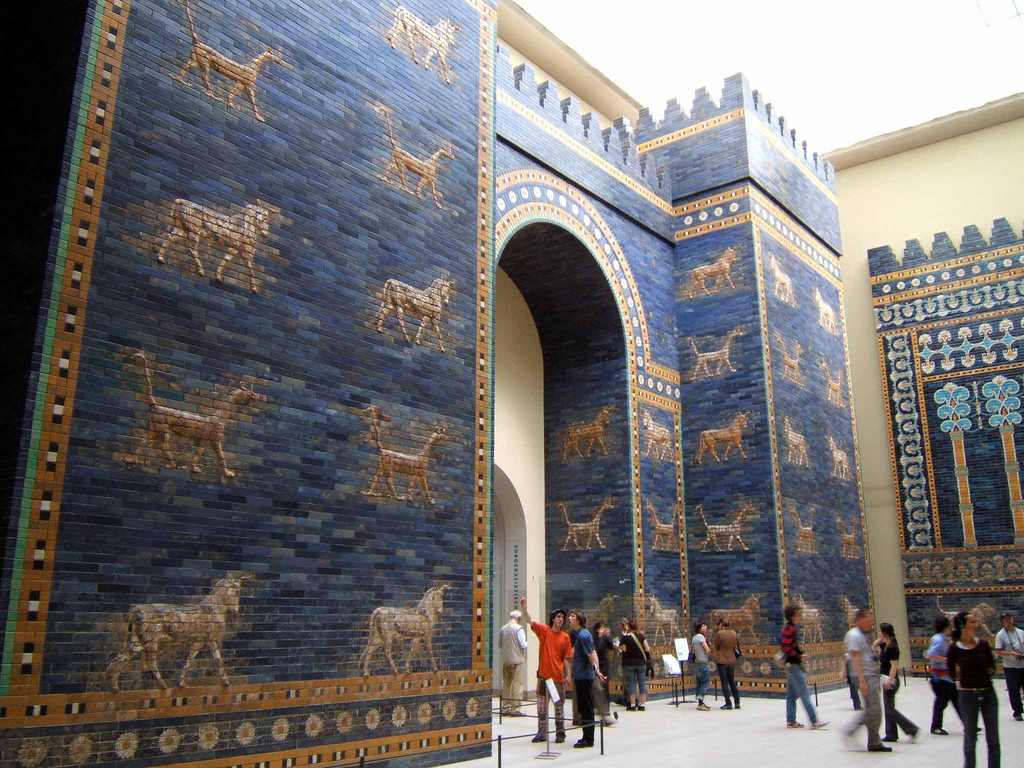
Ворота Іштар (Вавилон)

Міська брама або Міські ворота — фортифікаційний елемент, що отримав найбільше поширення в період Середньовіччя.
Традиційно міські ворота будували, щоб надати точку контрольованого входу і виходу людей, транспорту, товарів і тварин з обнесеного стіною міста. Крім цього, такі ворота мали й інші функції. Залежно від ситуацій та історичного контексту, міські ворота могли мати оборонну, захисну, організаційну чи іншу функцію. Зазвичай ворота охоронялися стражниками, їх часто зачиняли на ніч. Для входу при закритих головних воротах служила розташована збоку від воріт хвіртка.
Вхід був часто самою слабкою ланкою в захисті стіни. Щоб подолати це, будували ворота, дозволяючи тим самим управляти потоками руху всередині замку. Перед воротами перебуває сліпа пляма, тому з кожної з сторін воріт додавалися вежі. Ворота володіли великою кількістю захисних механізмів, щоб зробити прямий напад на них набагато складнішим завданням. Зазвичай була ще одна опускна сітка, зроблена з дерева і армована металом, а також бійниці для стрільби з лука. Прохід через ворота був подовжений, щоб збільшити кількість часу, який супротивник повинен був витратити під вогнем, не маючи можливості відповісти, перебуваючи в обмеженому просторі. Всупереч поширеній думці, що так звані діри-вбивці — отвори в стелях і склепіннях комірних проїздів використовували для того, щоб виливати на нападників киплячу олію, смолу, розплавлений свинець, таке їх застосування історично не задокументоване. Ціна на олію, а також відстань від воріт до найближчого джерела вогню означає, що це було малоймовірно. Швидше за все, їх використовували як машикулі, для ураження нападників, які увірвалися, важкими предметами, а також для того, щоб гасити водою вогнища пожежі, які виникають. У XIII–XIV ст. набув поширення барбакан, що забезпечує додаткову оборону підступів до замку.
Зараз міські ворота в тому чи іншому стані можна зустріти практично в усьому світі. Найвідоміші приклади таких споруд — Брама Іштар у Вавилоні, Брама до Індії в Мумбаї.